# Psidium appendiculatum
Psidium appendiculatum är en myrtenväxtart som beskrevs av Hjalmar Frederik Christian Kiaerskov. Psidium appendiculatum ingår i släktet Psidium och familjen myrtenväxter. Inga underarter finns listade i Catalogue of Life.